# Kanton Berg-Helvie
Berg-Helvie ( van 2015 tot 2016 kanton Le Teil ) is een kanton van het Franse departement Ardèche. Het kanton maakt deel uit van de arrondissementen Largentière (13) en Privas (6). Het werd opgericht door het decreet van 13 februari 2014, met uitwerking op 22 maart 2015 met Le Teil als hoofdplaats.
De naam werd gewijzigd  bij decreet van 5 oktober 2016.

## Gemeenten
Het kanton omvat volgende 19 gemeenten:
- Alba-la-Romaine
- Aubignas
- Berzème
- Darbres
- Lavilledieu
- Lussas
- Mirabel
- Saint-Andéol-de-Berg
- Saint-Germain
- Saint-Gineys-en-Coiron
- Saint-Jean-le-Centenier
- Saint-Laurent-sous-Coiron
- Saint-Maurice-d'Ibie
- Saint-Pons
- Saint-Thomé
- Sceautres
- Le Teil
- Valvignères
- Villeneuve-de-Berg